# Mechanicky poháněný kompresor

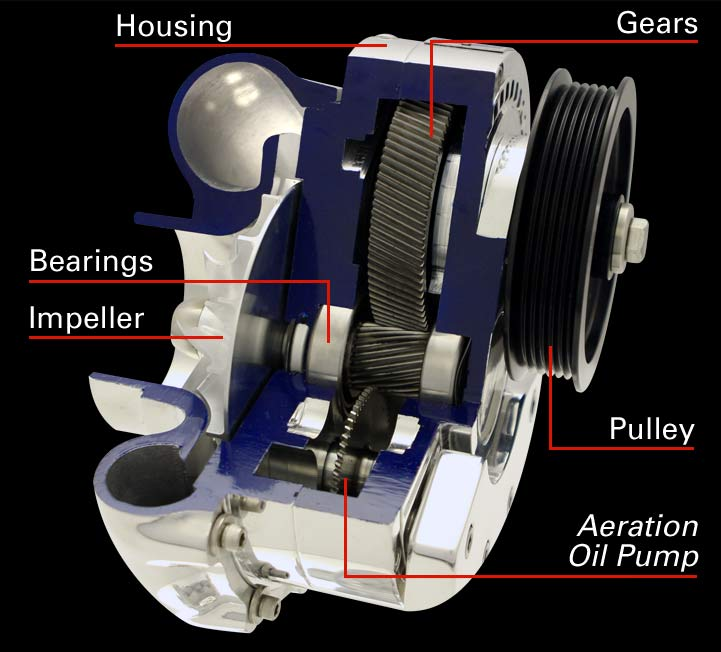
Mechanicky poháněný kompresor v řezu

Mechanicky poháněný kompresor se používá k přeplňování motoru, podobně jako turbodmychadlo, někdy spolu s ním. Je poháněn mechanicky od motoru, proto nemá prodlevu po přidání plynu a reaguje okamžitě na zvýšení otáček motoru. Navíc motor přeplňuje v celém rozsahu otáček. Nevýhodou je spotřeba části výkonu motoru potřebná k pohonu samotného kompresoru. Mechanicky poháněný kompresor používají např. automobilky Jaguar nebo Mercedes-Benz.

## Princip fungování mechanického kompresoru

Animace mechanicky poháněného kompresoru

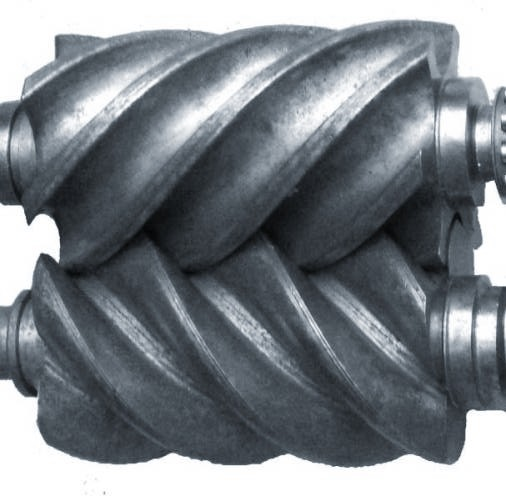
Lysholmovy šnekové rotory se složitým tvarem každého rotoru, který musí běžet vysokou rychlostí a s těsnými vůlemi. Kvůli tomu je tento typ kompresoru drahý (tyto rotory byly namodřeny, aby byla vidět těsná kontaktní místa)

Samotný mechanický kompresor slouží ke vtlačení většího množství vzduchu do motoru, než by tomu bylo možné za normálních atmosférických podmínek. Jedná se o čerpadlo vzduchu poháněné mechanicky zpravidla řemenem od klikové hřídele. Tímto je zajištěna jeho funkce v celém rozsahu otáček motoru. Řemen pohání mechanické čerpadlo, roztáčí ho do vysokých otáček a to pak jednou stranou nasává okolní atmosférický vzduch, stlačuje ho a stranou druhou již stlačený vzduch vtlačuje dále do sání motoru. Míru tohoto stlačení udává tzv. plnicí tlak, nejčastěji uváděn v jednotkách bar (v Evropě) a PSI (v USA). S rostoucími otáčkami motoru stoupá plnicí tlak kompresoru. Jeho maximální hodnotu lze nastavovat změnou velikosti (změnou převodu) vně kompresoru umístěné kladky, která pohání kompresor. Zmenšením její velikosti se zvýší otáčky kompresoru a tím i jeho plnicí tlak.
Dohromady s motorem se kompresor používá před sáním motoru. Nasává okolní atmosférický vzduch přes vzduchový filtr, stlačuje ho, stlačením zahřátý vzduch se dál ochlazuje ve speciálním mezichladiči vzduchu (intercooleru) kvůli snížení jeho objemu a pak vstupuje přes sání do motoru k poskytnutí co největšího množství paliva a kyslíku v jednotce objemu palivové směsi. Výfuková soustava zůstává na rozdíl od motorů přeplňovaných turbodmychadlem nezávislá od celého mechanizmu přeplňování.

## Srovnání s turbodmychadlem
Je několik základních vlastností a veličin, které nás při přeplňování motoru zajímají.
- dosažitelný výkon – maximální možný dosažitelný výkon vyplývající z konstrukce přeplňovacího zařízení
- průběh výkonové křivky – lineárnost výkonové křivky jejíž nedostatky se za jízdy projevují např. poklesem tahu motoru při akceleraci
- prodleva po přidání plynu (turboefekt) – čas mezi sešlápnutím plynového pedálu a skutečnou adekvátní akcelerací vozidla
- spolehlivost/složitost konstrukce – poruchovost, náročnost na provoz a údržbu
- cena

Vzhledem k rozdílným způsobům náhonu obou přeplňovacích mechanizmů mají jak turbo tak kompresor na každou z těchto veličin rozdílné vlivy. Turbo poháněné jinak nevyužitými proudícími výfukovými plyny neodebírá z motoru téměř žádnou energii a už jenom proto je schopno dosáhnout vyššího maximálního výkonu. Turbodmychadlo je navíc díky své konstrukci schopno dosáhnout vyššího plnicího tlaku. Průběh výkonové křivky však právě kvůli tomuto náhonu trochu trpí zvlášť v nízkých otáčkách, kdy slabý tlak výfukových plynů znemožňuje plnou funkci turba. Motorem automobilu poháněný kompresor tímto neduhem netrpí, v celém rozsahu otáček funguje, poskytuje pravidelnější křivku výkonu, v nízkých otáčkách podává vyšší výkon než turbo, ve vysokých otáčkách naopak trochu zaostává kvůli ztrátě části energie motoru spotřebované k náhonu kompresoru. Kompresor nevykazuje žádnou prodlevu, turbo naopak ano. V základu platí, že čím větší turbo je a čím většího plnicího tlaku a výkonu dosahuje, tím větší má prodlevu (turboefekt). Důvodem je nutný vyšší tlak výfukových plynů. Celkově konstrukčně složitější je turbodmychadlo, je totiž nutno ho za běhu mazat a chladit motorovým olejem, je tepelně namáháno výfukovými plyny a po svižnější jízdě je ho třeba dodatečně chladit (ponechat motor běžet 30–120 sekund na volnoběh). Pokud něco z toho selže, snižuje se jeho životnost, případně hrozí jeho porucha či zničení. Kompresor funguje nezávisle na výfukových plynech či mazání motoru, bývá samomazný, tepelně je namáhám jen do míry svého vnitřního tření a teploty stlačeného vzduchu a nepotřebuje dodatečné chlazení. Tím je výrazně méně náchylný k poruchám a nevyžaduje žádnou údržbu ani speciální zacházení. Kompresor však bývá trochu dražší kvůli robustnosti své konstrukce.

## Výhody
- Oproti atmosférickému motoru - vyšší výkon v celém rozsahu otáček
- Oproti motoru s turbodmychadlem - lineárnější výkonová křivka, vyšší výkon v nízkých otáčkách, žádná prodleva (turboefekt), bezúdržbovost

## Nevýhody
- Oproti atmosférickému motoru - vyšší spotřeba paliva, vyšší cena
- Oproti motoru s turbodmychadlem - nižší maximální výkon, mechanická závislost na motoru odebírající část jeho výkonu, horší dostupnost, mechanický hluk